# Sada (Navarra)
Sada (en euskera: Zare) es una villa y municipio español de la Comunidad Foral de Navarra, situado al este de la comunidad y formando parte de la Merindad de Sangüesa, en la comarca de Sangüesa y a 49,2 km de la capital de la comunidad. Tiene una población de 128 habitantes (INE 2024).

## Geografía
Sada está situada en la zona este de Navarra, a un kilómetro de la carretera NA-132 que une Estella con Sangüesa en el km 65.
El clima es mediterráneo continental semihúmedo con inviernos fríos y veranos calurosos, con una precipitación media de 500-600 mm al año.
La tierra cultivable está muy repartida entre todos los vecinos y dado que el término de esta localidad es pequeño (12,7 km²) gran parte de los agricultores tienen terrenos en los pueblos colindantes. Los principales cultivos son vid, cereal, olivar y pequeños huertos familiares.
En 1908 debido a que existe otro pueblo llamado de la misma forma (en la provincia de La Coruña) se empezó a llamar Sada de Sangüesa hasta que en 1980 por orden foral del Gobierno de Navarra paso a llamarse nuevamente Sada.

## Historia
En la época romana por sus tierras pasaba una calzada que venía de Liédena y se dirigía hacia Eslava. En este término existía un poblado localizado en los alrededores del camino Sangüesa. Por estos tiempos su población se dedicaba a la vid y al olivar.
Durante la Edad Media formó con los pueblos vecinos una cadena de fortalezas para defensa de las invasiones árabes.
En el año 1076 el abad Raimundo del Monasterio de Leyre recibió la cesión del palacio llamado de Fontanella.
Por un corto periodo de tiempo a partir del año 1084 esta localidad perteneció al Reino de Aragón.
La familia más antigua de Sada de la que hay constancia es la de los Aznárez. Esta familia recibió de Teobaldo I el castillo de Javier en 1236.
A partir de 1425 esta villa pasó a pertenecer al condado de Lerín.
La abuela materna de San Francisco Javier era de Sada.
Según consta en el libro de fuegos de la merindad de Sangüesa, en 1428 el cultivo de la vid y trigo era la principal fuente de ingresos. 
En 1846 este pueblo se segrego de la Val de Aibar quedando como ayuntamiento enteramente separado.
Por este lugar pasaba una ramificación del Camino de Santiago que llegaba de Sangüesa pasando por Aibar y se dirigía por Moriones hacia la Vizcaya y de aquí hacia Artajona atravesando la Valdorba.
Hasta la reforma de la nomenclatura municipal de 1916 el municipio se llamaba simplemente Sada. En dicha fecha su nombre fue modificado por el de Sada de Sangüesa.

## Demografía
Sada cuenta con una población de 128 habitantes (INE 2024).
| Gráfica de evolución demográfica de Sada entre 1842 y 2021 |
| |
| Población de derecho según los censos de población del INE Población de hecho según los censos de población del INEEn estos censos se denominaba Sada de Sangüesa: 1920, 1930, 1940, 1950, 1960, 1970, 1981 y 1991 |